# Torbjørn C. Pedersen
Torbjørn C. Pedersen (født 19. december 1978) er en dansk rejsende og eventyrer kendt for sit projekt Once Upon A Saga, hvor han besøgte alle verdens 203 lande på én lang rejse uden at flyve.
Ifølge sine egne regler for projektet måtte Torbjørn Pedersen ikke flyve, han skal opholde sig i hvert land i mindst 24 timer, og han må ikke vende hjem førend projektet er færdigt. Torbjørn C. Pedersen fuldførte projektet og nåede sit sidste land på rejsen, Maldiverne, den 23. maj 2023. Projektet blev påbegyndt kl 10:10 d. 10. oktober 2013.
Torbjørn C. Pedersen er medlem af De Berejstes Klub og blev efter sin hjemkomst også optaget i Eventyrernes Klub